# Рачкевич, Евдокия Яковлевна
Евдокия Яковлевна Рачкевич (девичья фамилия Андрийчук; 1907—1975) — участник Великой Отечественной войны, заместитель командира полка по политической части (комиссар) 46-го гвардейского ночного бомбардировочного авиационного полка 325-й ночной бомбардировочной авиационной дивизии.

## Биография
Родилась 22 декабря 1907 года в с. Надднестрянском Российской империи, ныне Винницкой области Украины. Украинка.
В 1919 году окончила 4-классную церковно-приходскую школу в родном селе.
В 1922 году была зачислена в Каменец-Подольский погранотряд на должность уборщицы. В 1926 году, после вступления в партию, откомандировывается на работу районным женорганизатором в один из районов Каменец-Подольского округа. В 1928 году окончила годичные юридические курсы и два года работала народным судьей. Позже работала помощником прокурора межрайонной комендатуры г. Житомир. В 1931 году вышла замуж за комиссара 3-го кавалерийского полка 1-й Красноказачьей дивизии — Павла Рачкевича.
В Красной Армии с 1932 года. Инструктор политотдела 1-й Красноказачьей дивизии в 1934 году поступила и в 1937 году успешно (первой из женщин в стране) окончила Военно-Политическую Академию им. Ленина. После этого один год преподавала в Ленинградском военном училище связи, а в 1939 году поступила в адъюнктуру Академии им. Ленина.
На фронтах Великой Отечественной войны с июля 1941 года. С 16 июля по 28 сентября 1941 года — комиссар военно-полевого госпиталя № 1366 Западного фронта. Далее — комиссар авиационной группы № 122 под командованием Героя Советского Союза М. М. Расковой. С февраля 1942 года батальонный комиссар Рачкевич — комиссар полка, позднее — заместитель командира полка по политической части 46-го гвардейского НБАП.
Не желая отставать от подчиненных, гвардии майор Рачкевич окончила ускоренные курсы подготовки штурманов и совершила 36 боевых вылетов на бомбардировку живой силы и техники врага. Не раз возглавляла колонну наземного эшелона при перебазировках полка на новые аэродромы. Не оставляя своих прямых обязанностей, помогала снаряжать самолеты к боевым вылетам.
После окончания войны — демобилизовалась, но в 1951 году снова была призвана в ряды Советской Армии. До 1956 года служила в должности инструктора политуправления Группы Советских Войск в Германии. В 1956 году гвардии подполковник Рачкевич демобилизуется, выходит в отставку и переезжает в Москву.
Жила в Москве. Умерла 7 января 1975 года, похоронена на Хованском кладбище, участок 115.

## Награды
- Награждена орденами Красного Знамени[1], Отечественной войны 1 степени (1944)[2], двумя орденами Красной Звезды (1942[3],?) и медалями СССР(в т.ч. медаль "За боевые заслуги" (1944) и "За оборону Кавказа"[4], а также  польской медалью «Заслуженным на поле Славы».

## Память
Все годы после демобилизации Евдокия Яковлевна вела большую общественную работу. Так, она прошла по боевому пути 46-го гвардейского НБАП, чтобы разыскать могилы пропавших без вести однополчанок. Благодаря этому, в полку нет пропавших без вести. Все захоронения были найдены и приведены в надлежащий вид.